# Valdeavellano de Tera
Valdeavellano de Tera és un municipi de la província de Sòria, a Castella i Lleó. Es troba a la comarca d'El Valle, de la qual és el cap, i a la comarca agrícola de Tierras Altas.